# Melati Kebun
Melati Kebun is een bestuurslaag in het regentschap Serdang Bedagai van de provincie Noord-Sumatra, Indonesië. Melati Kebun telt 1038 inwoners (volkstelling 2010).